# Девочки хотят повеселиться
Девочки хотят повеселиться (англ. Girls Just Want to Have Fun) — музыкальная комедия 1985 года о юных девушках, любящих отрываться под музыку и грезящих о победе в танцевальном конкурсе.
 Один из первых фильмов с молодыми начинающими актрисами Сарой Джессикой Паркер, Хелен Хант и Шеннен Доэрти.

## Сюжет
Джени приезжает в город, где знакомится с Линни. Девушек объединяет любовь к танцам. И когда объявляется конкурс на лучшую танцевальную пару, то девочки решают принять участие в нём. Но есть одна проблема — отец Джени не одобряет такой выбор дочери. 

## В ролях
- Сара Джессика Паркер — Джени Гленн
- Хелен Хант — Линни Стоун
- Шеннен Доэрти — Мэгги Малене
- Ли Монтгомери — Джефф Малене
- Морган Вудворд — Джей П. Сандс
- Джонатан Силвермен — Дрю Бореман
- Холли Гэньер — Натали Сандс
- Маргарет Хауэлл — миссис Гленн